# 純血+彼氏
『純血+彼氏』（じゅんけつかれし）は、硝音あやによる日本の漫画。『ARIA』（講談社）にて2010年7月から2014年9月まで連載された。単行本は全10巻。ドラマCDも出ている。

## あらすじ
高千穂架南は、ある日幼なじみの錐十アキと再会し、彼が実は吸血鬼であることを告げられる。あまりのことに戸惑う架南だったが、そんななか、子供を助けようとしてトラックに轢かれ、重傷を負ってしまう。アキは、架南を隷属にすることで彼女を救うが、その時から、純血の吸血鬼たるアキとその隷属となった架南の関係は変わっていく。
そして架南は、アキが弟の衿夜を助けるため、吸血鬼が持つSTIGMAを巡るゲームに参加していることを知るのであった。

## 登場人物

### 主要キャラクター
声はドラマCDの声優。
高千穂架南（たかちほ かな）
声 - 竹達彩奈
本作の主人公。誕生日は4月12日。身長は165cm。血液型はO型。星座は牡羊座。特技はキャラ弁作り。陸上競技の推薦で、聖アガタ学園にスポーツ入学した女子高校生。しかし、あの事件の怪我がもとで陸上部を辞めてしまい、部の人間からはイヤミを言われており、馬鹿にされている。幼なじみのアキと再会してからは、彼を自宅に泊めている。アキのことを意識しながらも、吸血鬼と隷属という関係性に壁を感じており、彼に完全に心を許すことができないでいる。お人好しで純粋な性格。貧乳気味であり、よく男性に間違われることが多い。幼少期は長髪だったが、現在は短髪になっている。
錐十アキ（きりと アキ）
声 - 神谷浩史
「傲慢」のSTIGMAを持つ、架南の幼なじみ。誕生日は12月10日。身長は182cm。血液型はAB型。星座は射手座。特技は狩猟。衿夜の双子の兄でもある。純血の吸血鬼の当主として育てられたが、当主の座は元々衿夜のものだった。架南に再会した後、彼女を隷属にし、彼女と同じ聖アガタ学園に催眠を用いて入り込む。架南のことを隷属にはしたものの、彼女に好意を抱いており、吸血鬼の世界に近づけたくないと思っている。幼少期は病気がちであり、包帯を全身に巻いていた。
不知火迅（しらぬい じん）
声 - 小野大輔
聖アガタ学園2年クラスCに所属する男子高校生で、不良として知られている。誕生日は8月3日。身長は179cm。血液型はO型。星座は獅子座。特技はヨットセーリング。粗野で乱暴な性格。りえからは「ヂャラ男」と呼ばれ嫌がられている。架南が陸上を辞めざるを得なくなった怪我の原因となった、あの事件を起こした人物。「強欲」のSTIGMAを持ち、架南やアキと共に行動している。実は狼男の血を引いており、その力でSTIGMAを抑えている。
スワロ
声 - 石田彰
アキに付いている刑吏の男性。誕生日は10月31日。身長は184cm。血液型はA型。星座は蠍座。特技はタンゴ。力が弱まるとペンギンの姿になってしまうが、普段は長い髪を1つに束ねた男性の姿をしている。なお、処女に触れられたり力が弱まった時の姿は、本人によればペンギンではなく天狗であるという。自らを紳士的と評しているが、アキ以外には紳士的な姿があまり見られない。
高千穂 真雪（たかちほ まさゆき）
架南の義理の弟。7年前の事件以降に彼女と出会う。引きこもりで、1年近くも顔を見せていない。常にパーカーで顔を隠している。根暗な気質ではあるが、架南のことは大切に思っている。「N」というハンドルネームを使って学校裏サイト「聖アガタの噂」にハッキングをし、架南の悪口を消そうと奔走していた。
衿夜（えりや）
声 - 福山潤
アキの双子の弟で、穏やかな性格の男性。誕生日は12月10日。身長は182cm。血液型はAB型。星座は射手座。特技は手品。幼い頃、兄と自身の誕生日の惨劇がきっかけでアキの手によって体が壊され、現在は首だけの存在となっている。アキは彼の体を壊してしまった罪悪感からSTIGMAを集め、彼の体を復活させようとしている。幼い頃に架南と出会っており、彼女を隷属にしようとした過去がある。実は冷酷なところがあり、目的のためなら誰かを利用し傷つけることも厭わない非情さがある。

### 聖アガタ学園関係者
胡桃戸りえ（くるみど りえ）
聖アガタ学園の2年クラスCに所属する女子高校生で、架南の親友。勝気で強気な性格。「架南の事務所」を自称しており、周囲には架南に用がある場合は自分を通すように言っている。架南からも信頼されている。
宮縞氷滝（みやじま ひたき）
声 - 中井和哉
聖アガタ学園の3年生の男子高校生。誕生日は9月26日。身長は181cm。血液型はO型。星座は天秤座。特技は和食作り。生徒会役員を務めており、生徒会長で幼なじみの五十鹿にいつも付き従っている。実は天使であり、吸血鬼や狼男など闇の生き物と相対する存在。まるでヤクザのような強面で迅からは「本物の極道ではないのか」と疑われているが、寡黙なだけで五十鹿に対しては優しい。五十鹿の主で、「怠惰」のSTIGMAを持っている。
五十鹿・ベルンシュタイン（いすか ベルンシュタイン）
声 - 遊佐浩二
聖アガタ学園の3年生の男子高校生。誕生日は1月28日。身長は176cm。血液型はB型。星座は水瓶座。特技は折り紙。学園の生徒会長を務めており、生徒会役員の氷滝とは昔からの親友で彼とともにいることが多い。一見穏やかだが腹黒い性格。実は天使であり、吸血鬼や狼男など闇の生き物と相対する存在。架南の男装や、アキの女装を見て喜ぶなど少々変わった性癖の持ち主。実は氷滝に付いている刑吏である。

### 椿鬼院関係者
椿鬼院イヴ（つばきいん イヴ）
声 - 戸松遥
吸精鬼（サキュバス）の女の子。アキの婚約者で、椿鬼院家の令嬢。アキを追って、聖アガタ学園に入学してきた。自分の家柄を誇り、アキには自分こそが相応しいと考えており、隷属でしかもアキと懇意である架南を「男女」と呼び邪険にしている。アキ以上に色仕掛けを行うことが多い。幼い頃は現在と異なりお世辞にも美人とは言えなかった。
男爵（バロン）
声 - 小杉十郎太
アキの血を欲している中年男性。アキの血を求め、吸血鬼の間で開かれる夜会で儀式を仕掛ける。翁に逆らうことはできないが、自分の地位を上げるための労力は惜しまない。姑息で野蛮な性格だが、吸血鬼の中では高い地位にいる。「大食」のSTIGMAを持っていたが、アキに奪われその後命を落とす。
椿鬼院翁（つばきいん おう）
吸血鬼の間で開かれる夜会を主催する老人で、イヴの保護者。アキを吸血鬼の当主として育てた人物でもある。その正体は衿夜で、首だけになった衿夜が表舞台に立つ時の姿だった。以前からアキのことをずっと観察していた。
鈴蘭（すずらん）
吸血鬼の少女。君影の妹で、吸血鬼なのに血が吸えないため、病院に入院して輸血パックから血を得ている。兄と同じく穏やかな性格の持ち主。「色欲」のSTIGMAをその身に有しており、兄が鈴蘭の体を治すためにSTIGMAを集めようとしていることを知っていたが、自らSTIGMAをアキに受け渡した。
君影（きみかげ）
鈴蘭の兄で、無数の人間を殺した「怪人」と呼ばれる殺人鬼でもある。鈴蘭からは「君影くん」と呼ばれている。普段は穏やかな性格で、鈴蘭のことを第一に考え、彼女のためならなんでもできると豪語している。腕にSTIGMAのような模様があるがこれは偽物で、STIGMAを持っていないのにゲームに参加した咎で刑吏であるスワロに殺されかける。
観汐（みしお）
衿夜の隷属の1人で、衿夜に忠実に従う眼鏡をかけた冷徹な性格の男性。アキの血で翁の体調が回復するため、椿鬼院の隠れ里にアキが来るたびに、アキに同意のうえで彼の血を抜いている。
祈（いのり）
椿鬼院翁に仕える薬師であり、架南に力の使い方を教えた妖狐。誰に対しても、物腰やわらかな青年。衿夜の最初の隷属でもある。衿夜に付き従いながらもスワロを助けたりと、アキ陣営にも力を貸している。実は女性であり、終盤衿夜に殺されるまでそれを隠していた。
エミール・フロレスク
イヴに付いている刑吏の少年。イヴとともに聖アガタ学園に転入してきた。幻影を実体にする力を持ち、「千里眼のエミール」と呼ばれる。千里眼は見通すだけではなく、眼にまつわることならなんでも意のままにできる。優しげに見えるが、内心腹黒い性格。

## 用語集
聖アガタ学園（せいアガタがくえん）
架南たちが通っている学園。全生徒が部活動に所属することが必須となっている。アキは吸血鬼の催眠の力を使って、この学園に入り込んだ。その後、架南と同じクラスに所属している。
椿鬼院の隠れ里
翁の住む隠れ里で、アキや衿夜もここに住んでいた。かつて衿夜の隷属を選ぶために架南がここに連れてこられ、住んでいたことがある。架南はここで錐十兄弟と出会い、友達となった。
あの事件
架南がインターハイの選手選考に参加している時に起こったボヤ騒ぎ。架南の走っているコースのすぐ隣の倉庫でボヤがあり、架南は転んで怪我をしてしまった。これにより架南は靭帯を断裂し、陸上部にいられなくなった。このボヤ騒ぎは迅が喫煙未遂で起こしたのではないかと言われている。
十字架
アキが身に着けているネックレス。胸元を飾る十字架は吸血鬼には似つかわしくないが、アキは大事にしている。実は幼い頃に架南にもらったもので、アキにとって唯一、衿夜よりも架南と強く結びついていることを感じられるもの。
狂月病
心の闇を持った人間が、月の光と純血の吸血鬼であるアキの血の匂いにより発症する。発症するとアキの血を求めるようになり、アキを襲う。ドラッグ「エレクトラ」を使うと、誰でもこの病を発症する。
隷属
噛まれた吸血鬼に仕え、血を与える存在。不老不死で、吸血鬼からは「糧」と呼ばれることもある。アキは架南を隷属にしている。衿夜は幼い頃に架南を隷属にしようとしたが、失敗している。
催眠
人と人との隙間に入り込んで、記憶や意識を作り替える能力。アキは聖アガタ学園に通うためにこの能力を使った。しかし、稀に催眠がかからない人間もいる。また、人間以外に対しては効果がない。
STIGMA
純血の吸血鬼たちが代々所有する「悪魔の力」が宿った徴（しるし）。7つの大罪になぞらえた7つが存在し、そのすべてを集めることができれば世界征服も可能と言われている。アキはこの7つのSTIGMAを集めることによって、衿夜を助けようとしている。
ゲーム
散ってしまった7つのSTIGMAを集める者たちによる、STIGMAを奪うための殺し合いのこと。アキは衿夜を助けるため、このゲームに志願した。なお、STIGMAを持つ者は架南たちが住む街に集まっている。
刑吏（ディーラー）
ゲームの監視人で、ゲーム参加者の監視、審判、そして違反があれば処刑をする役割を担う。アキにはスワロが付いており、他のゲームの参加者にもそれぞれ刑吏が付いている。
聖アガタの噂
聖アガタ学園の学校裏サイト。2か月前から突然「N」というユーザーが連続して書き込みを始め、独特の文章によってサイト内で「予言者N」と呼ばれるようになった。五十鹿がこのサイトと「N」について調べてほしいと架南たちに依頼をした。
儀式
純血の吸血鬼であるアキの血を求める吸血鬼の紳士淑女が集い、アキの血を流すために行われるショー。アキの血が流れるような中世の拷問や殺し合いなどを見て、血の香りを楽しんだりアキの姿を崇めたりする。
エレクトラ
アキの血を用いて作った新型ドラッグ。狂月病を疑似的に作り出すことのできるドラッグで、月の満ち欠けによって効き方が変わる。満月に飲むともっとも強い効力が得られるが、新月に飲んだ場合は効果が薄い。
神隠し
架南らが温泉に行った際に聞いた昔話。林が鳴くのは鬼の走る音、山から鬼が降りてきて、子供を1人食らうためにさらっていくという。昔は鬼が子供をさらうのではなく、山の神の仕業だと信じられていた。